# Johann Jacob Zimmermann
Johann Jacob Zimmermann (25. prosince 1642 Vaihingen an der Enz, Bádensko-Württembersko – srpen nebo září 1693 Rotterdam) byl německý astronom, matematik a spisovatel.

## Život
O Zimmermannově mládí ve Vaihingenu se toho moc neví. Nejspíše žil nějakou dobu také v Nürtingenu a studoval protestantskou teologii v Tübingenu, kde získal magisterský titul, a to v roce 1664 ve věku dvaceti let. V roce 1671 získal své první zaměstnání, jako luteránský farář v Bietigheimu, kde také rozšířil své astronomické a astrologické znalosti a vydal první ze svých publikací, a to Skript Scriptury Sacra Copernizan, která poukazovala na správnost Koperníkovy teorie o planetárním systému. Kvůli tomu byl obviněn z luteránského pravoslaví a v roce 1685 byl odvolán z funkce faráře.
V roce 1686 odjel Zimmermann do Frankfurtu nad Mohanem, kde navázal kontakt s dalšími náboženskými nadšenci. Jako následovník Jakoba Böhmeho byl vyloučen z konkurzu na tamějšího nového pastora a na živobytí si musel vydělávat ze svých menších matematických a astronomických publikací, které mu postupně získávaly pověst vážného učence.
Nakonec jménem skupiny náboženských nadšenců v Hamburku zahájil jednání s Williamem Pennem na téma emigrace do Ameriky. Tato hamburská skupina jedenácti rodin nakonec uspěla a v roce 1693 zahájila svou cestu. Když sdopluli do Rotterdamu, tak Zimmermann náhle zemřel. Jeho manželka však dále cestovala pod vedením Johannese Kelpiuse bez něj.

## Publikace
- Auf alle und jede Hypotheses applicable Fundamental-Aufgaben von den Sonn- und Mond-Finsternissen. Hamburg 1691
- Coniglobium…Eine vortheilhafftige und nach dem…Hevelianischen Gestirn-Register eingerichtete…Himmelskugel. Hamburg 1704
- Muthmaßliche Zeit-Bestimmung … Göttlicher Gerichten über das Europeische Babel … 1684
- Scriptura S. Copernizans…Astronomischer Beweissthum des Copernicanischen Welt-Gebäudes. Hamburg 1690